# دیمیتری ایلینیخ

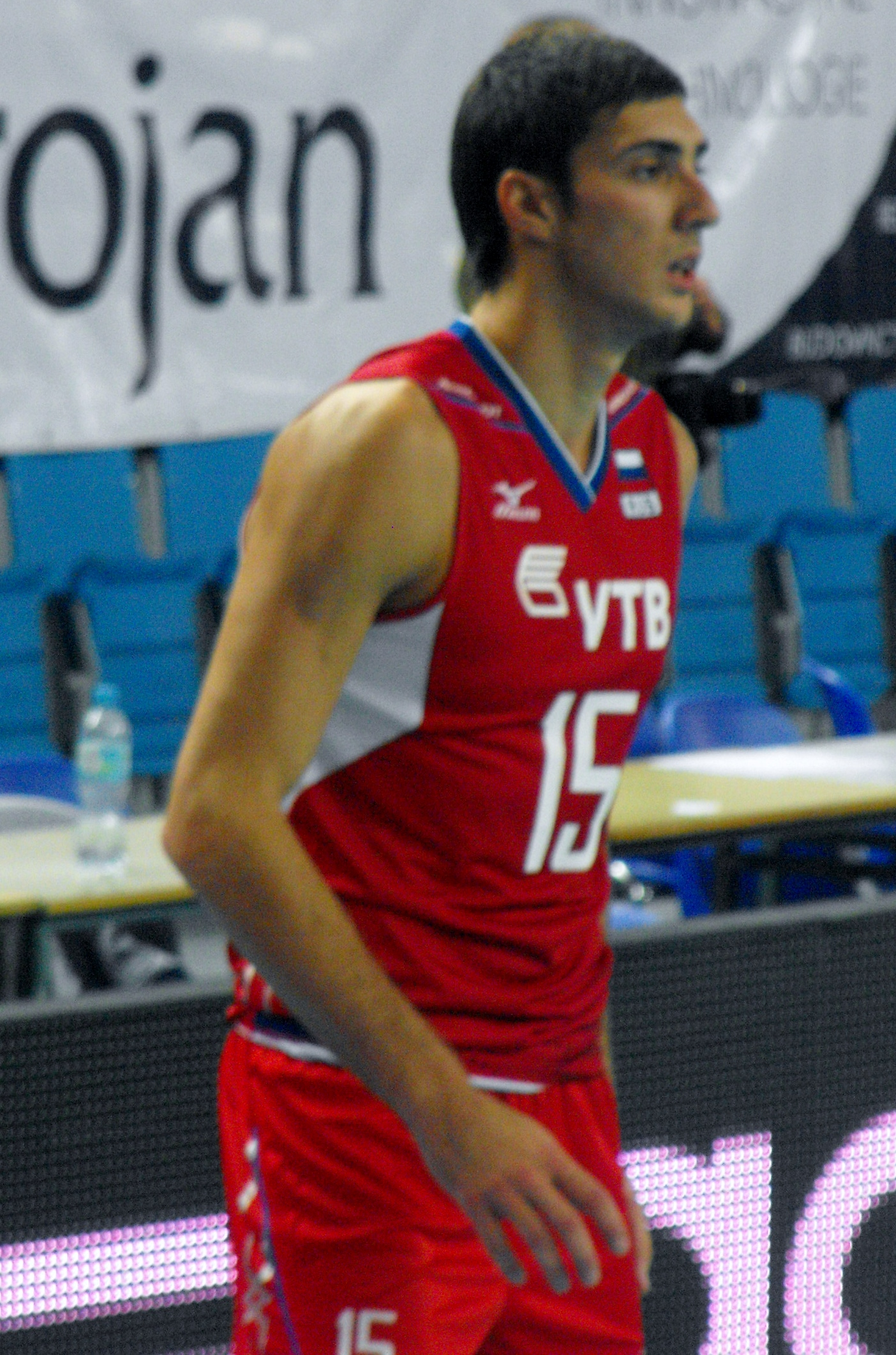
دیمیتری ایلینیخ - ۲۰۱۳

دیمیتری ایلینیخ (به انگلیسی: Dmitriy Ilinikh) زاده ۱۹۸۷ در سوچی بازیکن تیم ملی والیبال روسیه است.
او در سال ۲۰۱۲ در بازی‌های المپیک تابستانی، که در آن روسیه در فینال مقابل برزیل موفق به کسب مدال طلا شد در ترکیب حضورداشت.